# Stadsparken, Budapest

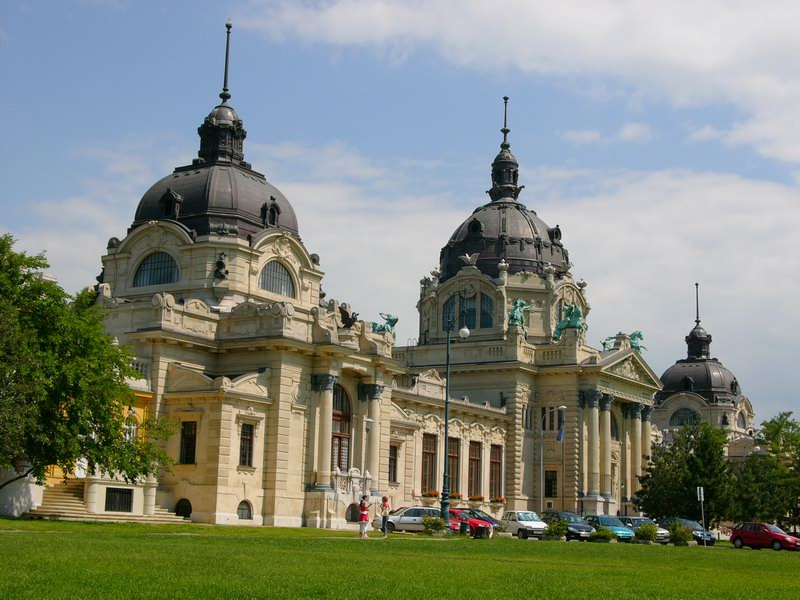
Széchenyi termalbad.

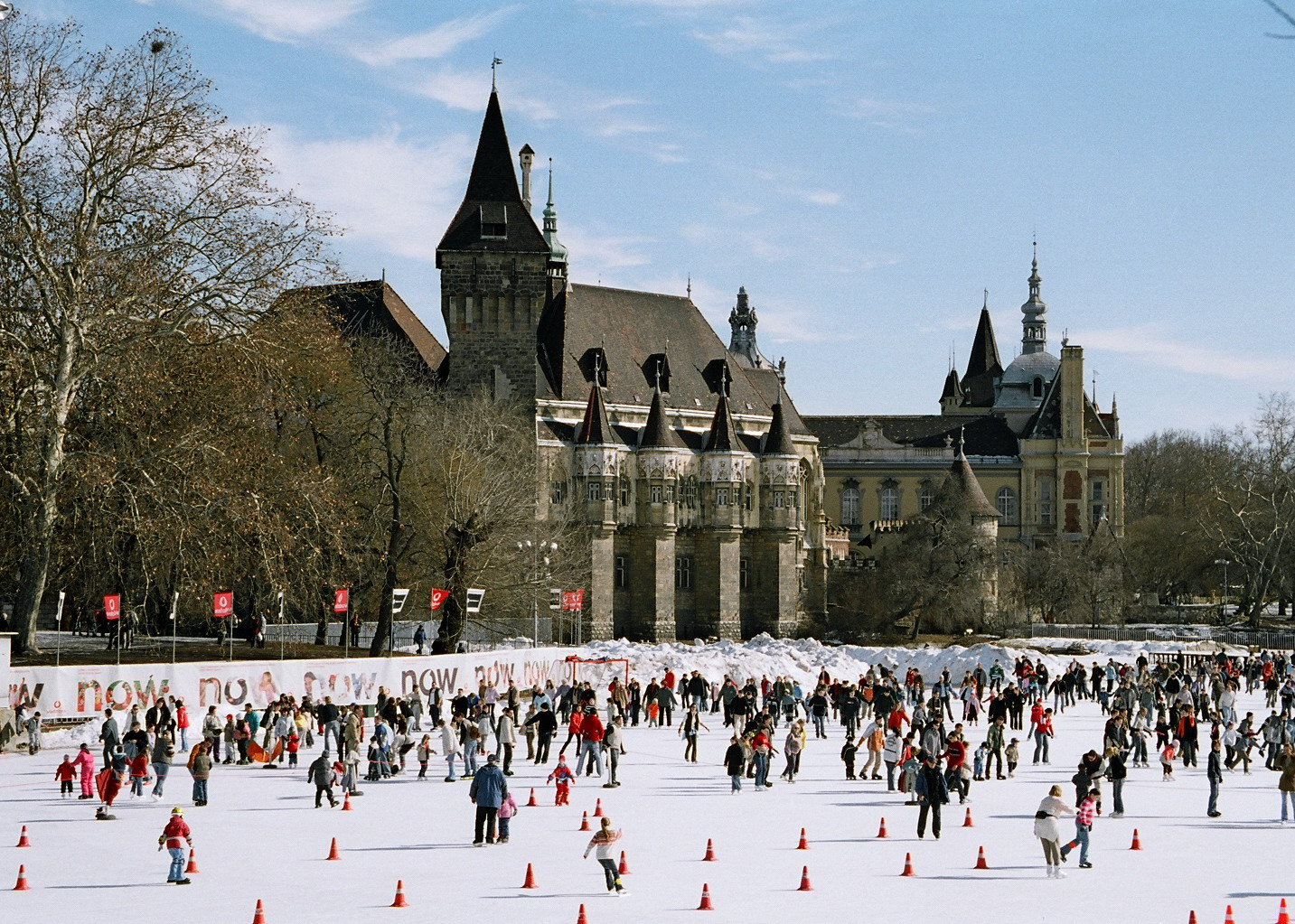
Isrink vid Vajdahunyad slott.

Stadsparken (Városliget) är en offentlig park i Budapest, Ungern, nära centrala stadens kärna. Huvudentrén är från Hjältarnas torg (Hősök tere). I parken samt i dess närhet finns flera av Budapests kända sevärdheter såsom Széchenyi termalbad, Hjältarnas torg, Konstmuseet,  Konstpalatset, Budapest Zoo samt en nöjespark. Det finns en tunnelbanestation mitt i parken på linje M1 som heter metrostation Széchenyi fürdő. Den konstfrusna isbanan är Europas största och där spelas bland annat bandy.
|  | 1. – Gundel restaurang 2. – Budapest Zoo 3. – Municipal Grand Circus 4. – Nöjespark 5. – Széchenyi termalbad 6. – Vajdahunyad slottet 7. – Petőfihallen 8. – Budapests transportmuseum 9. – Hjältarnas torg 10. – Konstmuseet 11. – Konstpalatset |